# John Glover
John Soursby Glover Jr. (/ˈɡlʌvər/, 7 de agosto de 1944) é um ator norte-americano, conhecido por uma série de vilões papéis em filmes e programas de televisão, incluindo Lionel Luthor na série de televisão inspirada Superman, Smallville. Em 1993, ele coestrelou a comédia sombria Ed and His Dead Mother, com Steve Buscemi e Ned Beatty.

## Vida pregressa
Glover nasceu em Kingston, Nova York, mas foi criado em Salisbury, Maryland, filho de Cade (née Mullins) e John Soursby Glover, vendedor de televisão. Glover frequentou a Wicomico High School e atuou na Universidade de Towson.
Glover começou sua carreira no Barter Theatre em Abingdon, Virgínia, e mais tarde estudou atuação no Beverly Hills Playhouse sob Milton Katselas.

## Carreira
Glover começou sua carreira na televisão, interpretando um sequestrador mentalmente perturbado que sequestrou Joanne, a personagem principal de Search for Tomorrow. Uma de suas primeiras apresentações no cinema foi um papel pequeno, mas essencial, como diplomata dos Estados Unidos em O Sol da Meia-Noite. Outros papéis notáveis incluem Alan Raimy em 52 Pick-Up, Bryce Cummings em Scrooged, Daniel Clamp em Gremlins 2: The New Batch, um mafioso em Payback, um publicitário em RoboCop 2, Derek Mills em Night of the Running Man, Riddler em Batman: The Animated Series, Doutor Jason Woodrue em Batman & Robin, Verad no episódio "Procedimentos invasivos" de Star Trek: Deep Space Nine, o Diabo na série Brimstone e um papel recorrente em Os Dias e Noites de Molly Dodd como Primo Jerry, de Bal'mer, um parente que ninguém parecia saber. 
Em 1987, ele apareceu no episódio de Miami Vice "Lend Me an Ear" como Steve Duddy. Ele também apareceu em dois episódios de Murder, She Wrote, o primeiro sendo "One White Rose for Death", no qual ele interpretou Franz Mueller. O outro episódio foi "When Thieves Fall Out", onde ele interpretou Andrew Durbin. Ele apareceu no filme de TV An Early Frost, em 1985, o primeiro filme de TV a enfrentar a questão da AIDS, e recebeu uma indicação ao Emmy por sua atuação. Em 1986, ele apareceu no filme de TV Apology com Lesley Ann Warren. 
Ele também interpretou o papel de Max Brodsky, um preso em campos de concentração e, mais tarde, um lutador pela independência de Israel, na minissérie da TV de Ian Sharp em 1989, Twist of Fate (também conhecida como Perseguição). Naquele mesmo ano, ele jogou duro, com pouca moral no Distrito Sales Manager em Traveling Man, da HBO. Ele também recebeu uma indicação ao Emmy de 1994 como Melhor Ator Convidado em uma Série de Comédia por sua aparição em Frasier . 

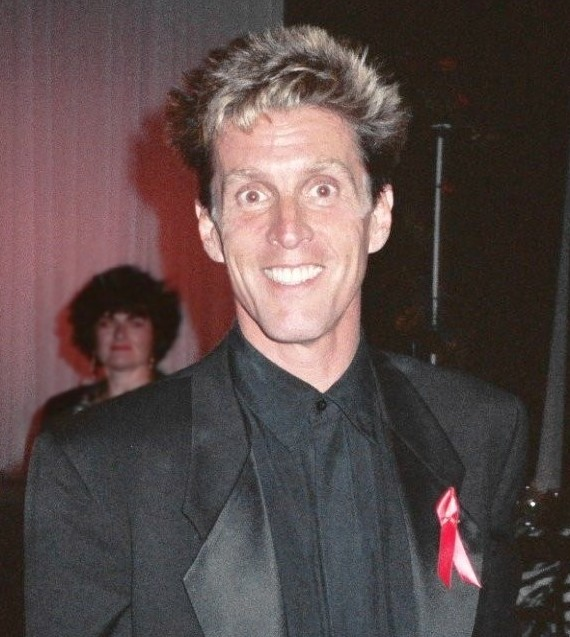
Glover no Emmy Awards de 1991

Glover é talvez mais conhecido pelo papel de Lionel Luthor em Smallville de 2001 a 2008, onde apareceu pela primeira vez como ator convidado na primeira temporada do programa e depois apareceu como membro do elenco completo das temporadas de duas a sete. Mais tarde, ele retornou em 2010 e 2011 para a décima e última temporada como uma versão do universo paralelo do personagem. 
Ele teve uma pequena aparição no filme de Woody Allen, Annie Hall e um papel recorrente em Law & Order: Criminal Intent como Declan Gage, um velho amigo e mentor do detetive Robert Goren. Em Brothers & Sisters da ABC, ele interpretou Henry (o namorado de Saul Holden) em 2009. Em Heroes, ele teve uma breve aparição como Samson Gray, o pai de Sylar. 
Ele fez aparições notáveis no palco, ganhando o Tony Award por seus dois papéis na peça da Broadway Love! Valour! Compassion!, que ele reprisou na versão cinematográfica. Em 2004, ele se apresentou na Philadelphia Theatre Company, com The Goat, or Who Is Sylvia?, de Edward Albee. 
Ele também apareceu como "narrador" em The Drowsy Chaperone na Broadway durante o verão de 2007. Ele desempenhou o papel de " Lucky" em uma nova produção da Broadway de Waiting for Godot, de Samuel Beckett, pela qual recebeu uma indicação ao Tony Award. Em 2014, ele apareceu como Leonato na produção de Much Ado About Nothing, em Shakespeare In the Park . 
Mais recentemente, ele desempenhou o papel de "Tio Ben" na produção da Broadway de 2012, Death of a Salesman, de Arthur Miller, dirigido por Mike Nichols . Ele também foi visto ensaiando o papel de John Kreese nas cenas de pré-produção dos bastidores de The Karate Kid, indicando que ele pode ter sido considerado para esse papel. Em 2013, Glover estrelou a antologia de terror Sanitarium.Ele também estrelou um episódio de Agent Carter.

## Vida pessoal
Glover se casou com o escultor Adam Kurtzman em 2016, com quem namorava desde 1993. Segundo Glover, ele dormiu com Freddie Mercury e John Oates na década de 1970. 
Glover também está envolvido com a Associação de Alzheimer, visto que seu pai teve Alzheimer.

## Filmografia

### Filme
| Year | Title                              | Role                        | Notes                            |
| ---- | ---------------------------------- | --------------------------- | -------------------------------- |
| 1973 | Shamus                             | Johnnie                     |                                  |
| 1977 | Annie Hall                         | Actor Boy Friend            |                                  |
| 1977 | Julia                              | Sammy                       |                                  |
| 1978 | Somebody Killed Her Husband        | Herbert Little              |                                  |
| 1979 | Last Embrace                       | Richard Peabody             |                                  |
| 1980 | The American Success Company       | Ernst                       |                                  |
| 1980 | Mountain Men                       | Nathan Wyeth                |                                  |
| 1980 | Melvin and Howard                  | Freese – Attorney #2        |                                  |
| 1981 | The Incredible Shrinking Woman     | Tom Keller                  |                                  |
| 1982 | A Little Sex                       | Walter                      |                                  |
| 1984 | The Evil That Men Do               | Briggs                      |                                  |
| 1985 | White Nights                       | Wynn Scott                  |                                  |
| 1986 | A Killing Affair                   | Sheb Sheppard               |                                  |
| 1986 | 52 Pick-Up                         | Alan Raimy                  |                                  |
| 1986 | Willy/Milly                        | Fred Niceman                |                                  |
| 1988 | Masquerade                         | Tony Gateworth              |                                  |
| 1988 | Rocket Gibraltar                   | Rolo Rockwell               |                                  |
| 1988 | Scrooged                           | Brice Cummings              |                                  |
| 1988 | The Chocolate War                  | Brother Leon                |                                  |
| 1989 | Meet the Hollowheads               | Henry Hollowhead            |                                  |
| 1990 | Gremlins 2: The New Batch          | Daniel Clamp                |                                  |
| 1990 | RoboCop 2                          | Magnavolt salesman          |                                  |
| 1993 | Ed and His Dead Mother             | A. J. Pattle                |                                  |
| 1994 | In the Mouth of Madness            | Saperstein                  |                                  |
| 1995 | Night of the Running Man           | Derek Mills                 |                                  |
| 1995 | Automatic                          | Goddard Marx                |                                  |
| 1997 | Love! Valour! Compassion!          | John Jeckyll, James Jeckyll |                                  |
| 1997 | Batman & Robin                     | Dr. Jason Woodrue           |                                  |
| 1998 | Dead Broke                         | Sam                         |                                  |
| 1998 | The Broken Giant                   | Bennett Hale                |                                  |
| 1998 | Payback                            | Phil                        |                                  |
| 1999 | Macbeth in Manhattan               | Richard / Director          |                                  |
| 2001 | The Body                           | Jesus Christ Street Actor   |                                  |
| 2001 | On the Edge                        | Yuri Moskivin               |                                  |
| 2002 | Mid-Century                        | Bill Gates                  |                                  |
| 2004 | Tricks                             | Ralph                       |                                  |
| 2004 | A Kiss at Kerouac's Grave          | Will                        |                                  |
| 2005 | The Civilization of Maxwell Bright | Ogden                       |                                  |
| 2013 | Sanitarium                         | Gustav                      | Segment: "Figuratively Speaking" |
| 2013 | Sweet Talk                         | Professor / Count           |                                  |
| 2014 | Reality                            | Zog                         |                                  |
| 2015 | You Bury Your Own                  | Detective Gillespie         |                                  |
| 2016 | We Go On                           | Dr. Ellison                 |                                  |
| 2019 | Shazam!                            | Mr. Sivana                  |                                  |

### Televisão
| Ano       | Título                                     | Função                                         | Notas                                                      |
| --------- | ------------------------------------------ | ---------------------------------------------- | ---------------------------------------------------------- |
| 1984      | George Washington                          | Charles Lee                                    | Episódio: "Charles Lee"                                    |
| 1986      | A nova zona do crepúsculo                  | O embaixador estrangeiro                       | Segmento de episódio; " Um pequeno talento para a guerra " |
| 1989      | Ponto de ruptura                           | Dr. Gerber                                     | Filme de TV                                                |
| 1991      | Contos da Cripta                           | Agente funerário                               | Episódio: "Empreendendo Palor"                             |
| 1992      | Guerras às drogas: o cartel de cocaína     | Guarnição do Loco                              | Filme de TV                                                |
| 1993      | Frasier                                    | Ned Miller                                     | Episódio 10 "                                              |
| 1993      | A Lenda do Príncipe Valente                | King Edward (voz)                              | Episódio: "O Veneno Mais Negro"                            |
| 1993      | Animaniacs                                 | Rasputin (voz)                                 | Episódio: "Nada além do dente"                             |
| 1993      | Jornada nas Estrelas: Espaço Profundo Nove | Verad                                          | Episódio: " Procedimentos Invasivos "                      |
| 1992-1994 | Dinossauros                                | Babá / Procurador / Lucius (vozes)             | 3 episódios                                                |
| 1992-1994 | Batman: A Série Animada                    | Edward Nygma / O Charada (voz)                 | 3 episódios                                                |
| 1998      | Superman: A Série Animada                  | Edward Nygma / O Charada (voz)                 | Episódio: "Knight Time"                                    |
| 1998      | As Novas Aventuras do Batman               | Edward Nygma / O Charada (voz)                 | Episódio: "Dia do Julgamento"                              |
| 1998-1999 | Enxofre                                    | O Diabo / Anjo                                 | 13 episódios                                               |
| 2001-2011 | Smallville                                 | Lionel Luthor / Darkseid / Jor-El / Clark Kent | 145 episódios                                              |
| 2009      | Heróis                                     | Samson Gray                                    | Episódio: "Tons de Cinza"                                  |
| 2011-2015 | A boa esposa                               | Jared Andrews                                  | 4 episódios                                                |
| 2012-2013 | Tron: Revolta                              | Dyson (voz)                                    | 4 episódios                                                |
| 2014      | Percepção                                  | O diabo                                        | Episódio: "Posse"                                          |
| 2015      | Agent Carter                               | Informante da SSR                              | Episódio: "O teto de ferro"                                |
| 2019      | A boa luta                                 | Jared Andrews                                  | 1 episódio                                                 |
| 2019      | Contos da cidade                           | Bill Schwartz                                  | Episódio: " Próximo nível Sh * t "                         |
| 2019      | Mal                                        | Byron Duke                                     | Episódio: "3 Estrelas"                                     |